# Zuidwal
Zuidwal (hol. Zuidwalvulkaan) – wygasły wulkan w Holandii pomiędzy Harlingen i Vlieland. Ostatni raz był aktywny około 150 milionów lat temu, w później jurze. Zuidwal leży pod Morzem Wattowym.
Wulkan został odkryty w 1970 roku podczas ćwiczeń testowych w Wadden podczas poszukiwania złóż gazu przez francuski koncern naftowy Elf Aquitaine.
Wulkan ma wysokość około 1 km. 